# Massu’a
Massu’a (hebr. משואה) – moszaw położony w samorządzie regionu Bika’at ha-Jarden, w Dystrykcie Judei i Samarii, w Izraelu.
Leży w Dolinie Jordanu, na północ od miasta Jerycho.

## Historia
Osada została założona w 1969 jako wojskowy punkt obserwacyjny, w którym w 1974 osiedlili się cywilni żydowscy osadnicy.

## Gospodarka
Gospodarka moszawu opiera się na intensywnym rolnictwie, uprawach w szklarniach i sadownictwie.
Na północ od moszawu znajduje się baza wojskowa z niewielkim pasem startowym dla samolotów.

## Komunikacja
Przy moszawie przebiega droga ekspresowa nr 57  (Chamra-most Damia).